# NGC 518
NGC 518 (другие обозначения — UGC 952, MCG 1-4-49, ZWG 411.47, PGC 5161) — спиральная галактика (Sa) в созвездии Рыбы.
Дрейер в своем каталоге описал объект как «тусклый, маленький и круглый».
Этот объект входит в состав группы галактик NGC 470. Помимо этой группы, рассматривается как член группы NGC 524.
Наклон галактики к лучу зрения во время наблюдения составляет 82°. Это подтверждается наблюдением полосы галактической пыли, которая видна в рукавах галактики. NGC 518 имеет постоянную сплюснутость 0.65.
Этот объект входит в число перечисленных в оригинальной редакции «Нового общего каталога».